# シーメンス・チャージャー
チャージャー（Charger）は、シーメンスが展開する旅客用電気式ディーゼル機関車およびバイモード機関車の名称。アメリカ合衆国やカナダなど北アメリカの鉄道路線へ向けて開発された車両で、2014年に最初の発注を受けて以降、各地の鉄道路線へ向けて導入が進められている。

## 概要
シーメンスが北アメリカの鉄道市場向けに開発した、長距離用旅客機関車。モジュール構造を採用しているモノコック式の車体は片側にのみ運転台が設置されており、アンチクライマーや耐衝突性を向上させた連結器など衝突エネルギー管理（CEM）機能を採用する事で乗務員や乗客の安全性を向上させている。また、車体設計に際してはメンテナンスの簡素化が図られている。
発電用のディーゼルエンジンはカミンズが展開する16気筒のQSK95を用いる。これはカミンズが開発したモジュール式コモンレール方式の燃料システム（MCR）と4つのターボチャージャーユニットを搭載しており、廃棄エネルギーを効率よく利用し燃料の消費量の削減や排気ガスの細かな制御が行われる構造となっている。これにより、同エンジンはアメリカ合衆国環境保護庁の排気ガスに含まれる微粒子（PM）や窒素酸化物（NOx）に関する排出基準「Tier 4」に適合しており、既存のディーゼル機関車と比べて二酸化炭素（CO2）排出量が10 %、窒素酸化物が90 %、微粒子が95 %抑制されている他、エネルギー効率も16 %増加している。出力はカミンズが展開する16気筒エンジンで最も高く、4,200馬力 (3,100 kW)から4,400馬力 (3,300 kW)の間で選択可能である。
上記のディーゼルエンジンの動力により発電された電力は、4基設置されている制御装置（IGBT素子）を経て各車軸に接続する主電動機（誘導電動機）へ伝達され動力に転換される。制動装置には電力が回収可能な回生ブレーキが採用されており、エネルギー効率の高いLED照明を含めて環境負荷の軽減が図られている。これらの機器はマイクロプロセッサ機構による管理が実施されており、問題が生じた場合必要に応じて速度低下、バックアップ機能の稼働といった措置を自動的に取る事が出来る。また、非常時に備えて客車への電力供給システム（ヘッド・エンド・パワー）には冗長性が持たせられている。

## 運用
2014年から発注を受けた後、2016年に最初の車両が公開されて以降、チャージャーはアメリカ合衆国やカナダ各地の鉄道事業者へ向けて多数導入が実施され、旅客列車用として使用されている。そのうち、アムトラックに導入されるALC-42Eを始めとした一部の車両については、ディーゼルエンジンを用いた発電に加えて第三軌条からの集電にも対応したバイモード機関車として製造されている。
| 国名           | 事業者・ブランド名                                                      | 形式    | 両数        | 備考・参考                       |
| -------------- | ----------------------------------------------------------------------- | ------- | ----------- | -------------------------------- |
| アメリカ合衆国 | アルタモント通勤急行                                                    | SC-44   | 4両         | [ 2 ]                            |
| アメリカ合衆国 | アムトラック                                                            | ALC-42  | 125両(予定) | [ 2 ] [ 8 ] [ 10 ] [ 11 ] [ 12 ] |
| アメリカ合衆国 | アムトラック                                                            | ALC-42E | 75両(予定)  | バイモード車両                   |
| アメリカ合衆国 | アムトラック・カリフォルニア (カリフォルニア州運輸局)                   | SC-44   | 24両        | [ 2 ] [ 14 ]                     |
| アメリカ合衆国 | アムトラック (ワシントン州運輸局)                                       | SC-44   | 11両        | [ 2 ] [ 14 ]                     |
| アメリカ合衆国 | アムトラック・ミッドウエスト (イリノイ州運輸局)                         | SC-44   | 33両        | [ 2 ] [ 14 ]                     |
| アメリカ合衆国 | ブライトライン                                                          | SCB-40  | 21両        | [ 15 ]                           |
| アメリカ合衆国 | コースター                                                              | SC-44   | 9両         | [ 2 ] [ 15 ]                     |
| アメリカ合衆国 | MARC                                                                    | SC-44   | 8両         | [ 2 ] [ 15 ]                     |
| アメリカ合衆国 | メトロノース鉄道 (メトロポリタン・トランスポーテーション・オーソリティ) | SC42-DM | 33両(予定)  | バイモード車両                   |
| アメリカ合衆国 | トリニティ・レールウェイ・エクスプレス                                  | ？      | 5両(予定)   | [ 18 ]                           |
| カナダ         | モントリオール大都市圏交通局                                            | ？      | 10両(予定)  | [ 19 ]                           |
| カナダ         | オンタリオ州ノースランド交通委員会                                      | ？      | 3両(予定)   | 「ノースランダー」用             |
| カナダ         | VIA鉄道                                                                 | SCV-42  | 32両(予定)  | [ 2 ] [ 21 ]                     |

## ギャラリー

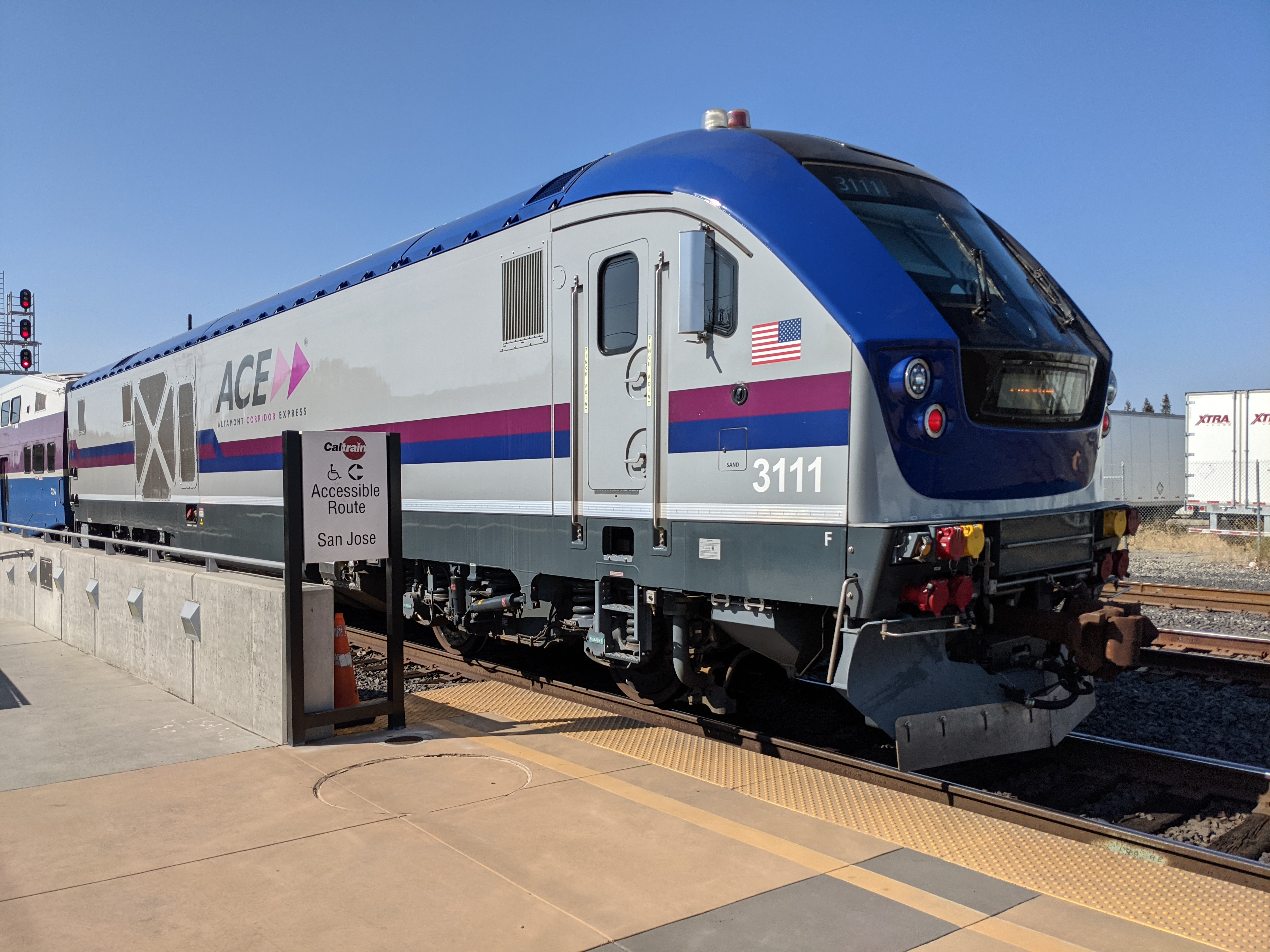
アルタモント通勤急行（SC-44） （2021年撮影）
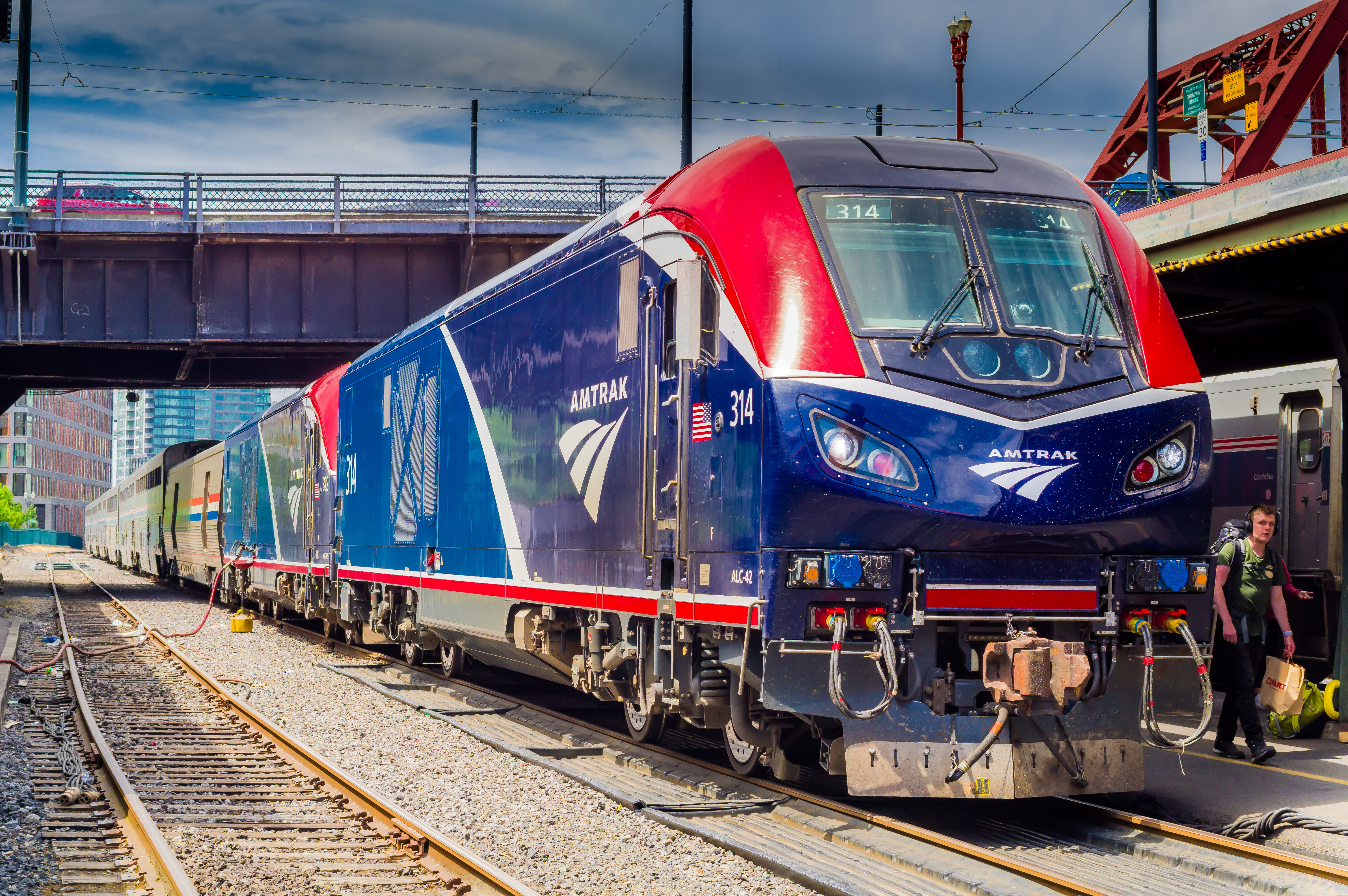
アムトラック（ALC-42） （2023年撮影）
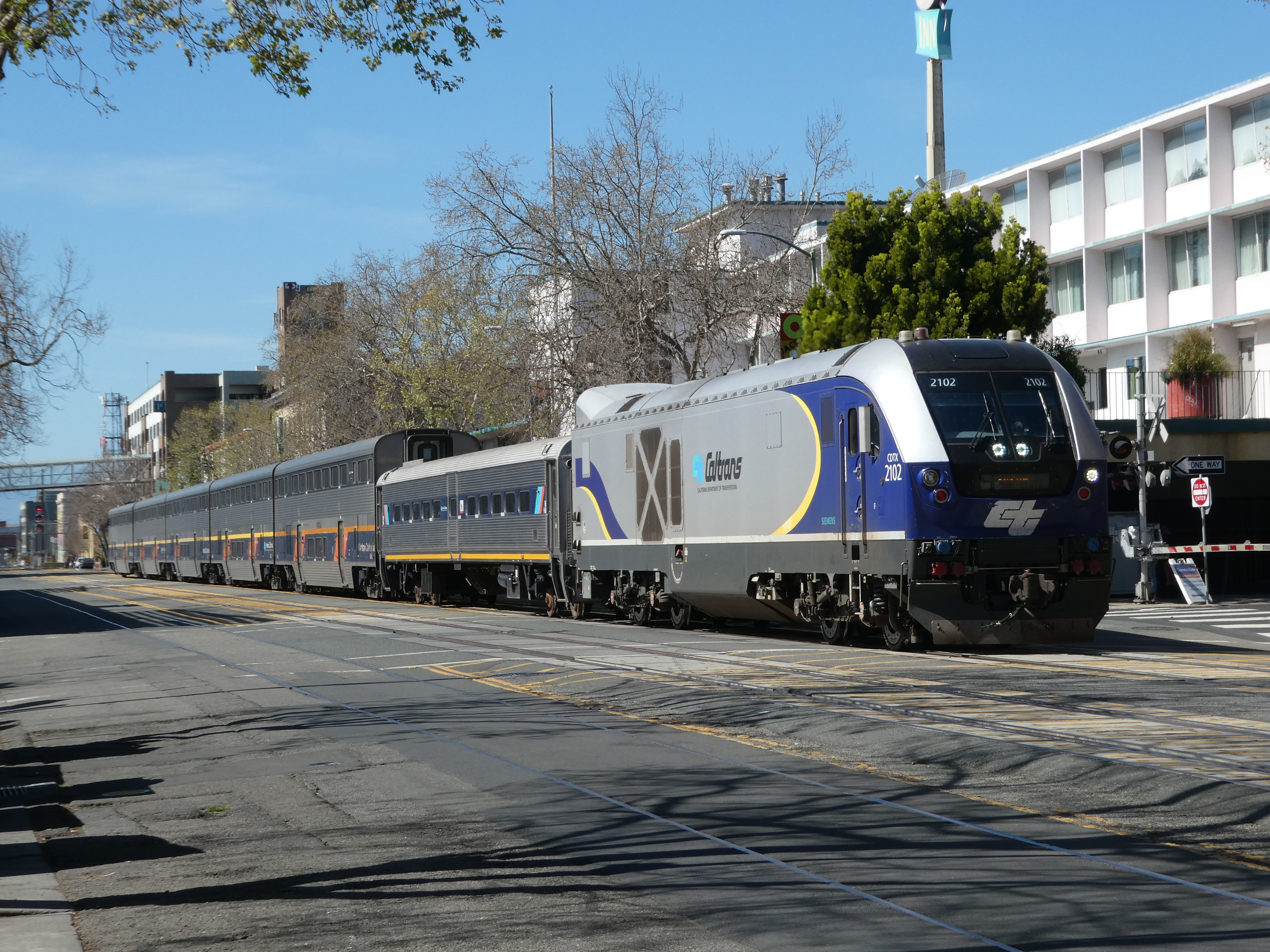
アムトラック（カリフォルニア州運輸局）（SC-44） （2024年撮影）
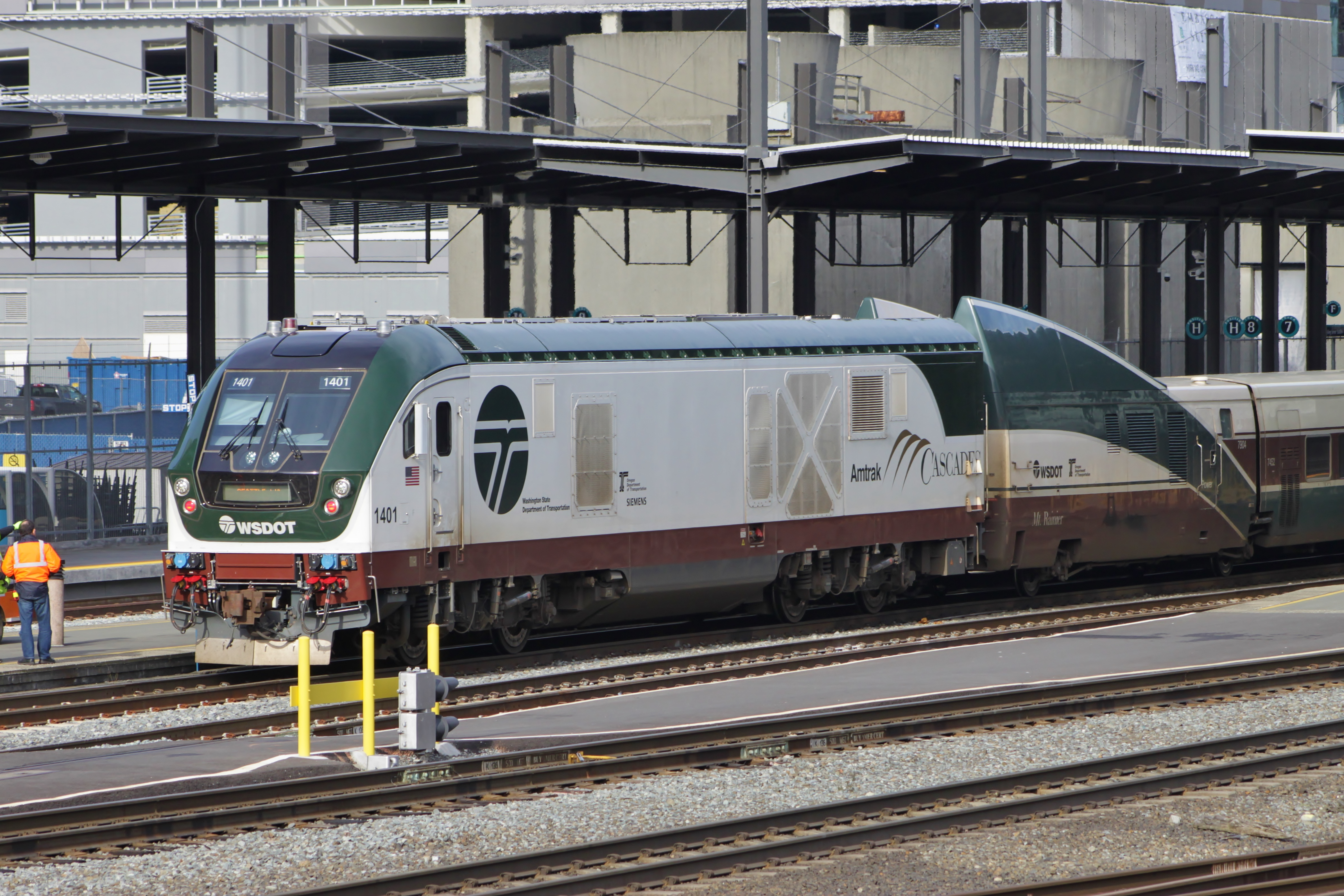
アムトラック（ワシントン州運輸局）（SC-44） （2018年撮影）
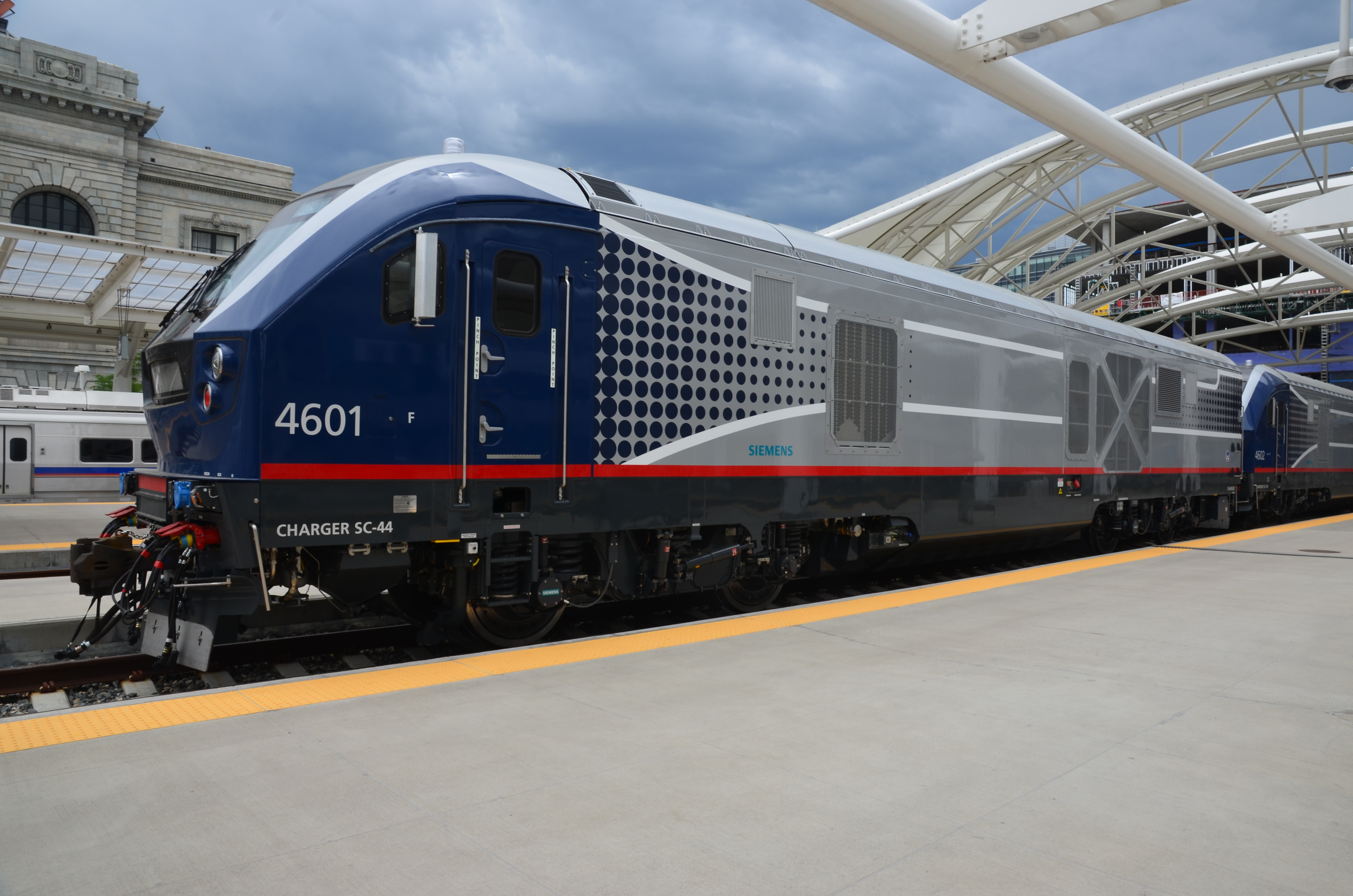
アムトラック・ミッドウエスト（イリノイ州運輸局）（SC-44） （2016年撮影）
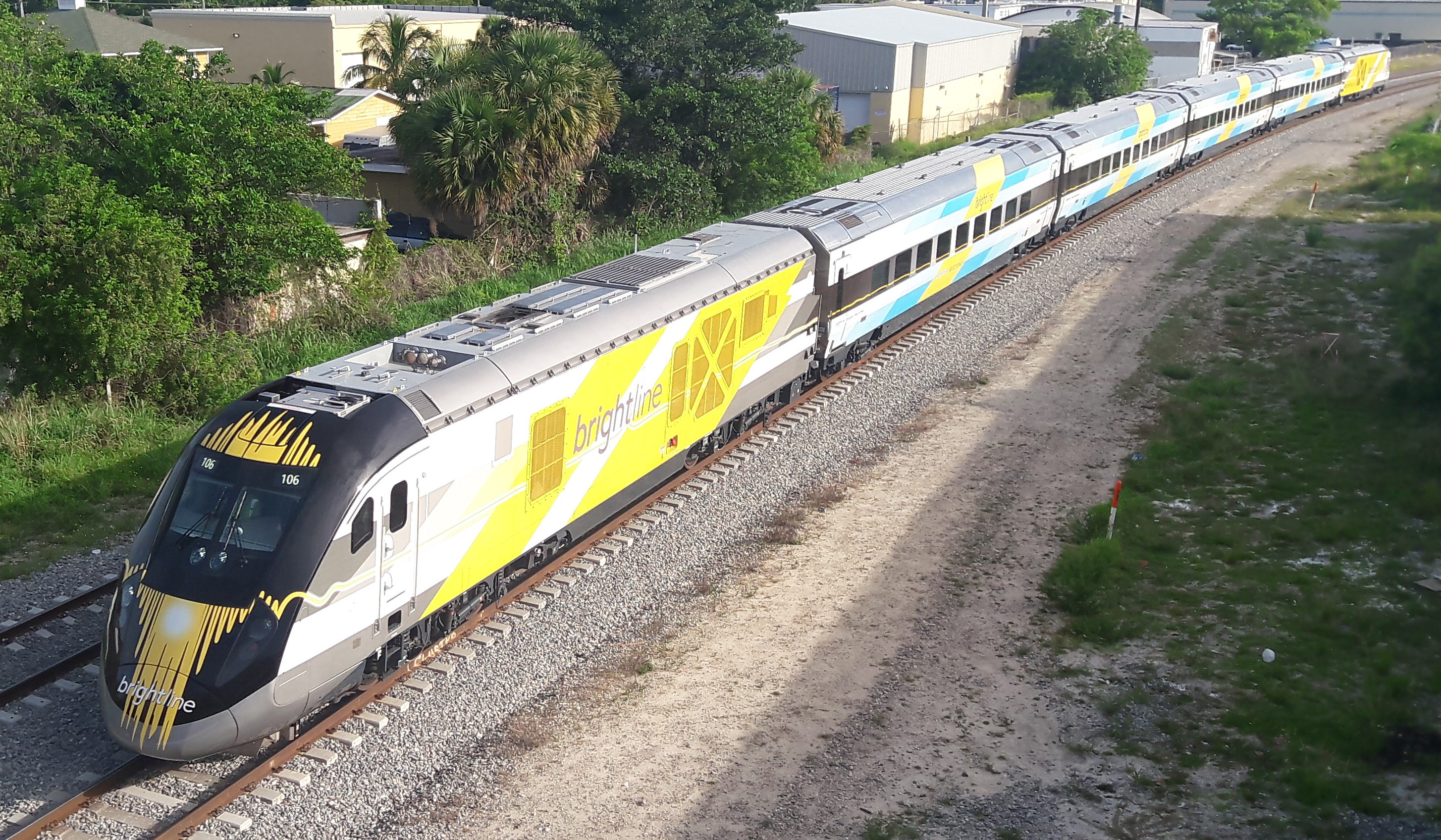
ブライトライン（SCB-40） （2017年撮影）
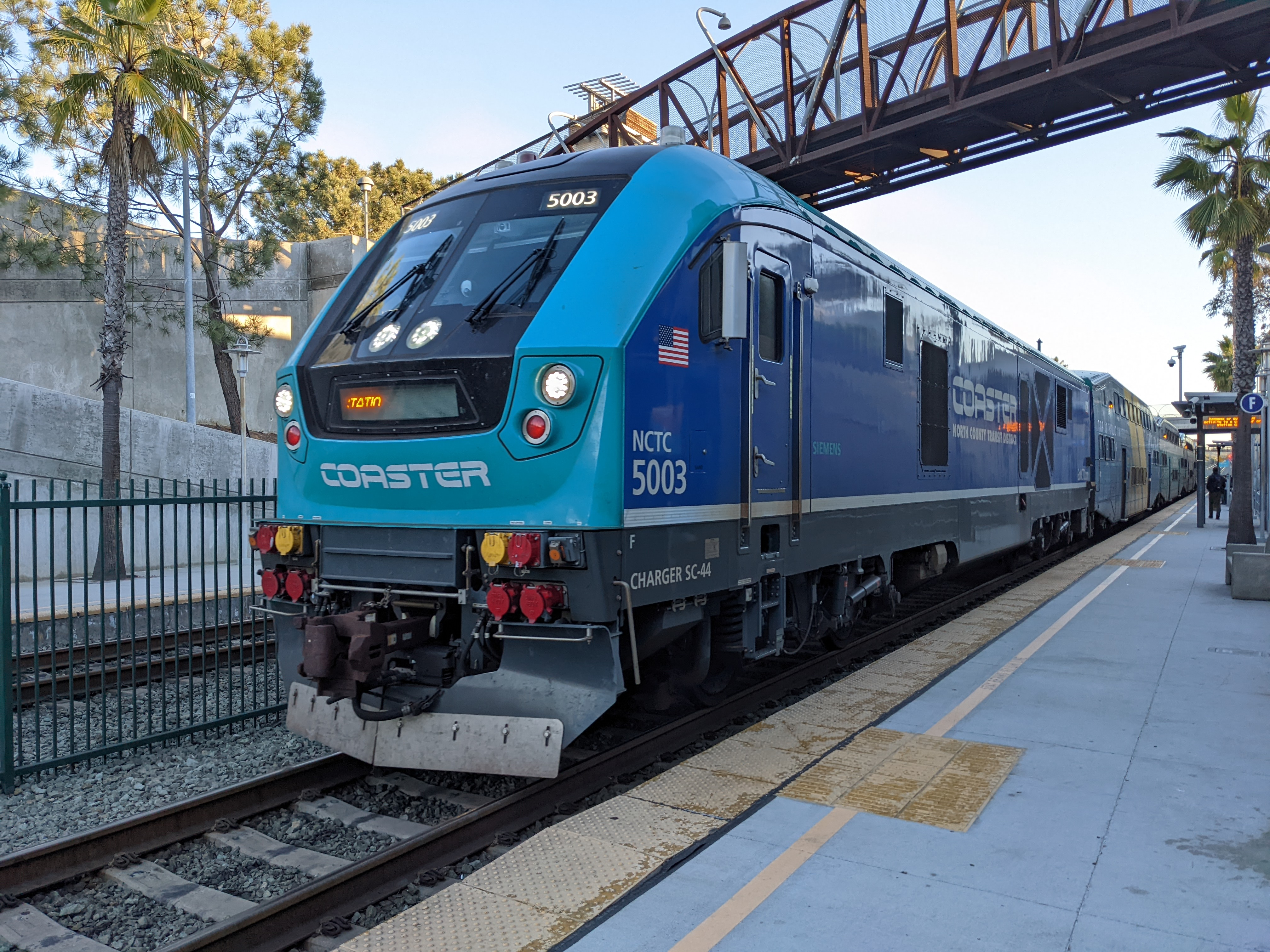
コースター（SC-44） （2022年撮影）
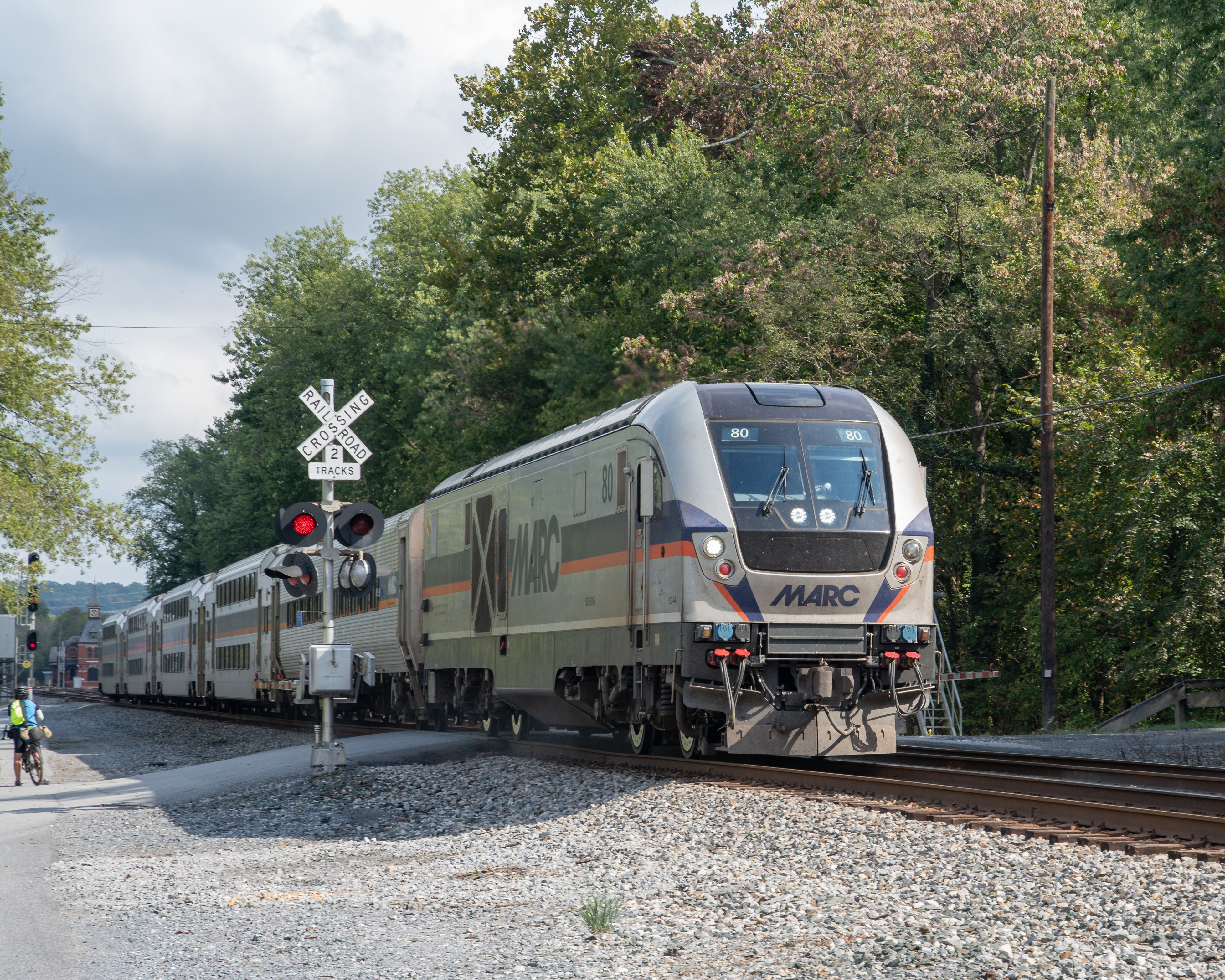
MARC（SC-44） （2024年撮影）
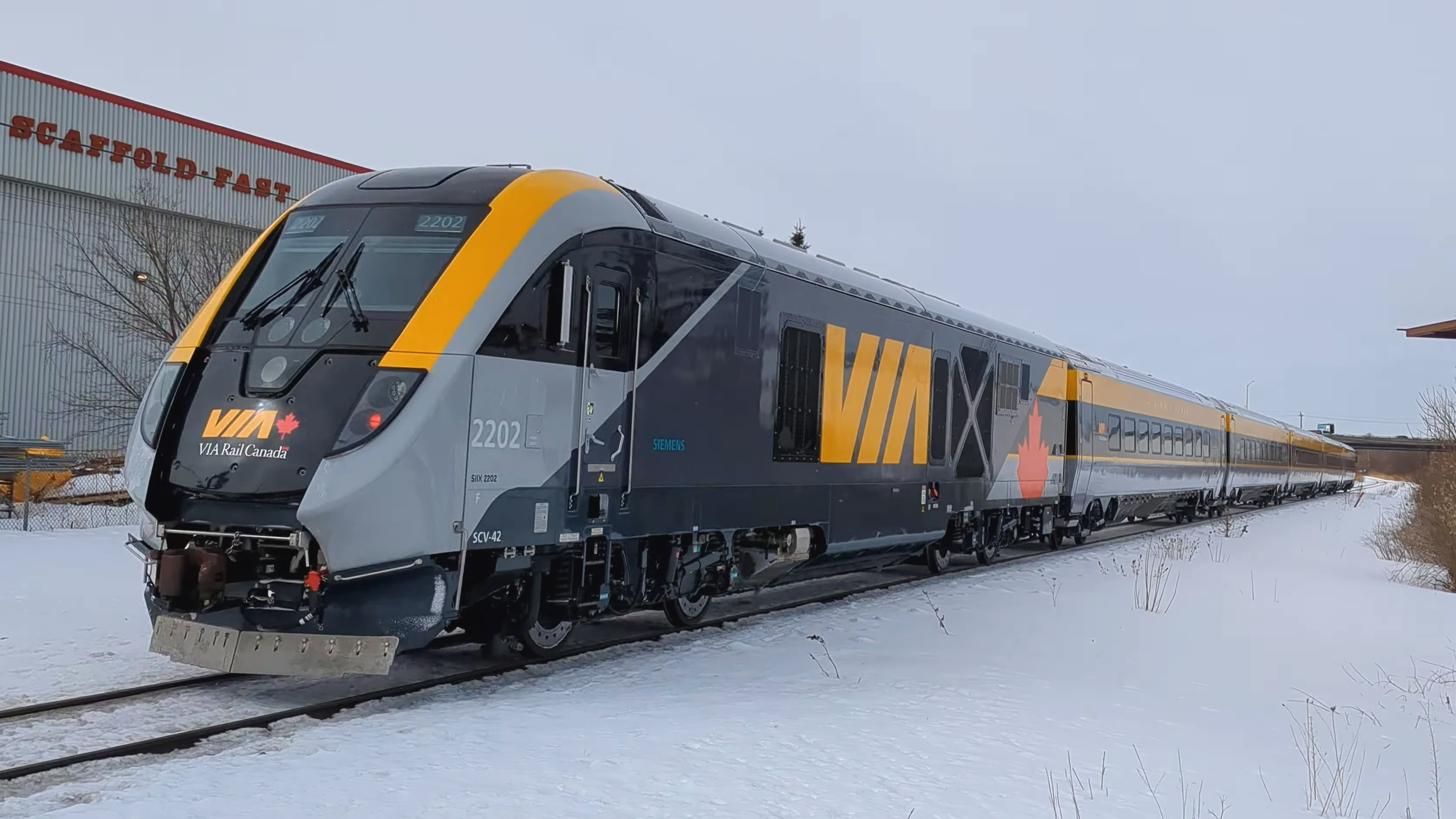
VIA鉄道（SCV-42） （2023年撮影）